# المنجي الفرحاني
منجي الفرحاني فنان تشكيلي ومخرج سينمائي وتلفزي تونسي له مجموعة من الأفلام القصيرة وذاع صيته في تونس بعد إخراجه لمسلسل شبيه معاليه؟ الذي بثته قناة الزيتونة في النصف الثاني من شهر رمضان لسنة 2016. وقد استثمر منجي الفرحاني خبراته الإخراجيّة وهو الّذي عمل لسنوات في القناة الثانية الهولاندية قبل أن يعود بشكل نهائي إلى بلاده تونس بعد ثورة الحرية والكرامة.

## أعماله
أخرج منجي الفرحاني مجموعة من الأفلام القصيرة، وكانت أول تجاربه التلفزية في تونس مع مسلسل شبيه معاليه؟ الذي بثته قناة الزيتونة في النصف الثاني من رمضان 2016.

### التلفزية
- 2016, شبيه معاليه؟

### السينمائية
- 2011, رسالة إلى أبي
- 2012, المختفي[2]
- 2011, الشرارة
- 2015, تيماء

## روابط خارجية
- حوار خاص مع المخرج السينمائي منجي الفرحاني على يوتيوب